# Кашковская, Галина Валерьевна
Гали́на Вале́рьевна Кашко́вская (род. 30 июля 1974) — российская актриса театра и кино.

## Биография
Родилась 30 июля 1974 года.
В 1997 году окончила РАТИ (ГИТИС) им. А. В. Луначарского (курс П. Фоменко). Работала в театре с такими режиссёрами как П. Фоменко, Е. Каменькович, С. Женовач.
С 1998 года работала в театре «Эрмитаж».
С 2005 года и по настоящее время — актриса Театра «Мастерская Петра Фоменко»

## Театральные работы

#### ГИТИС
- «Школа для дураков» (Женщина с почты, ведьма Трахтенберг-Тинберген)
- «Зимняя сказка» (Паулина, жена Антигона)
- «Свадьба» (Настасья Тимофеевна)
- «Дачники» (Юлия)

#### Театр «Эрмитаж»
- Безразмерное ким-танго
- «Где найти Алису?» (гувернантка Алисы, мышь Соня, карточная королева, тетя Алисы)
- «Живой труп» (Саша, сестра Лизы Карениной)

#### Мастерская Петра Фоменко
- «Олимпия» (мама Алёши)
- «Театральный роман» («Записки покойника») (Пряхина)
- «Прости нас, Жан-Батист!» (Журден-Журден) (Люсиль)
- «Бесприданница» (Евфросинья Потаповна)
- «Волки и овцы» (Анфуса)
- «Фантазии Фарятьева» (Их мать)
- «Самое важное» (Изольда, Хлоя, Майя, Любочка, Муся, Маша)

#### ЦДР
- «Трансфер» (Маша, секретарь)

#### Театральное агентство «Богис»
- «Евгений Онегин»... Пушкин. Онегин@ru (Татьяна, Ольга, Ленский)
- Моноспектакль «Шампанский полонезъ» на стихи Игоря Северянина

## Фильмография
| Год  |   | Название                                                                 | Роль                                     |
| ---- | - | ------------------------------------------------------------------------ | ---------------------------------------- |
| 2023 | ф | «Я хочу! Я буду!»                                                        | Света, сестра Надежды                    |
| 2023 | с | «Я любила мужа»                                                          | Галина                                   |
| 2022 | с | «Художник»                                                               | Екатерина Тишкина                        |
| 2021 | с | «Инсомния»                                                               | Лариса Сергеевна                         |
| 2021 | с | «Вне себя»                                                               | врач Дмитрия                             |
| 2019 | ф | «Люби их всех»                                                           | Тамара, хозяйка квартиры                 |
| 2019 | с | «Безсоновъ»                                                              | княгиня Анастасия Павловна Сатыгина      |
| 2018 | ф | «Ищейка 2»                                                               | Лариса Мишина                            |
| 2018 | ф | «Анатомия убийства» (фильм 2-й «Убийственная справедливость»)            | Марина                                   |
| 2018 | ф | «Взрыв»                                                                  | Мария                                    |
| 2010 | ф | «Любовь-морковь 3»                                                       | горничная                                |
| 2009 | ф | «Черчилль»                                                               | Вика, старшая дочь Могдановского         |
| 2009 | ф | «Смертельная роль» фильм 9                                               | Имя персонажа не указано                 |
| 2009 | ф | «Отблески»                                                               | Зина                                     |
| 2009 | ф | «Быстрее пули»                                                           | 16-я серия                               |
| 2009 | ф | «Операция „Праведник“»                                                   | Света                                    |
| 2008 | ф | «Я вернусь»                                                              | Педина                                   |
| 2008 | ф | «Тариф новогодний»                                                       | жена Баринова                            |
| 2008 | ф | «Самый лучший вечер»                                                     | Елена Равильевна Свиридова               |
| 2007 | ф | «Подруга банкира»                                                        | Вера Глотова, домработница Басова        |
| 2007 | ф | «Кризис Веры»                                                            | Имя персонажа не указано                 |
| 2007 | ф | «Иван Подушкин. Джентльмен сыска-2» :: Лола                              | Имя персонажа не указано                 |
| 2007 | ф | «Надувная женщина для Казановы»                                          | фильм 3                                  |
| 2006 | ф | «Охотник»                                                                | Вероника                                 |
| 2006 | ф | «Мытищинский маньяк»                                                     | 2 фильм                                  |
| 2006 | ф | «Бункер, или Учёные под землей»                                          | Тамара Георгиевна Мелик-Пашова, астроном |
| 2005 | ф | «Примадонна»                                                             | Глотова, соседка Пети                    |
| 2004 | ф | «Узкий мост»                                                             | подруга Ирины                            |
| 2004 | ф | «Апокриф: музыка для Петра и Павла»                                      | Антонина Милюкова                        |
| 2003 | ф | «Евлампия Романова. Следствие ведет дилетант» (1-й сезон)                | Ева Митепаш                              |
| 2003 | ф | «Покер с акулой»                                                         | 2 фильм                                  |
| 2002 | ф | «Любовник»                                                               | эпизод                                   |
| 2002 | ф | «Дневник убийцы»                                                         | Лёка - главная роль                      |
| 2001 | ф | «Даун Хаус»                                                              | Варя Иволгина                            |
| 2000 | ф | «Ростов-папа»                                                            | Люба                                     |
| 2000 | ф | «Шли по городу две свинки»                                               | История 5-я                              |
| 2000 | ф | «Сынок»                                                                  | История 10-я                             |
| 2000 | ф | «Истинные происшествия, или Безумный день монтёра» (Россия, Азербайджан) | эпизод                                   |

## Призы и награды
- «Золотая Маска» (Специальная премия Жюри драматического театра), 2008 г.